# Rábcakapi
Rábcakapi (em croata: Kuopje; em alemão: Rabnitzhof) é um município da Hungria, situado no condado de Győr-Moson-Sopron. Tem 7,87 km² de área e sua população em 2015 foi estimada em 160 habitantes.